# 三甲基硅醇
三甲基硅醇（TMS）是化學式為(CH3)3SiOH的有機化合物，中心的矽原子接著三個甲基及一個羥基，三甲基硅醇是無色易揮發的液體。

## 製備
三甲基硅醇是大氣層中太空船的污染物，由矽基的材料降解所產生。三甲基硅醇是聚二甲基硅氧烷水解後產生的揮發性產物（常常會用三甲基甲硅烷基為其終端基團）：
(CH3)3SiO[Si(CH3)2O]nR  + H2O  →  (CH3)3SiOH  +  HO[Si(CH3)2O]nR
三甲基硅醇和其他揮發性的硅氧烷是由於含矽的物質水解而產生，可能是清潔劑或是其他化妝品。
沼气和垃圾填埋气中會有痕量的三甲基硅醇及其他揮發性的硅氧烷，是因為矽氧樹脂降解後而產生。這些物質在引擎中燃烧會形成颗粒狀硅酸盐和微晶石英 ，會造成引擎的磨损，是在引擎中用這類氣體會出現的問題。
三甲基硅醇會用來製作硅酸盐表面的疏水涂层，三甲基硅醇和會基質中的硅烷醇反應，因此在表面形成一個疏水的甲基基团塗層，像沙制玩具魔术沙就用了這樣的原理。